# شکلفورد
شکلفورد (به انگلیسی: Shackleford) یک روستا و محله مدنی در بریتانیا است که در Guildford واقع شده‌است. شکلفورد ۸٫۰۳ کیلومتر مربع مساحت و ۷۷۰ نفر جمعیت دارد.